# Cotinga de Sclater
La cotinga de Sclater (Doliornis sclateri) és un ocell de la família dels cotíngids (Cotingidae).

## Hàbitat i distribució
Habita boscos oberts als Andes, al centre del Perú i Colòmbia.